# Dirades plumbea
Dirades plumbea är en fjärilsart som beskrevs av W. Warren 1897. Dirades plumbea ingår i släktet Dirades och familjen Uraniidae. Inga underarter finns listade i Catalogue of Life.